# Eucyclops phaleratus
Eucyclops phaleratus är en kräftdjursart. Eucyclops phaleratus ingår i släktet Eucyclops och familjen Cyclopidae. Inga underarter finns listade i Catalogue of Life.